# Singoli al numero uno nella Billboard Hot 100 nel 2004

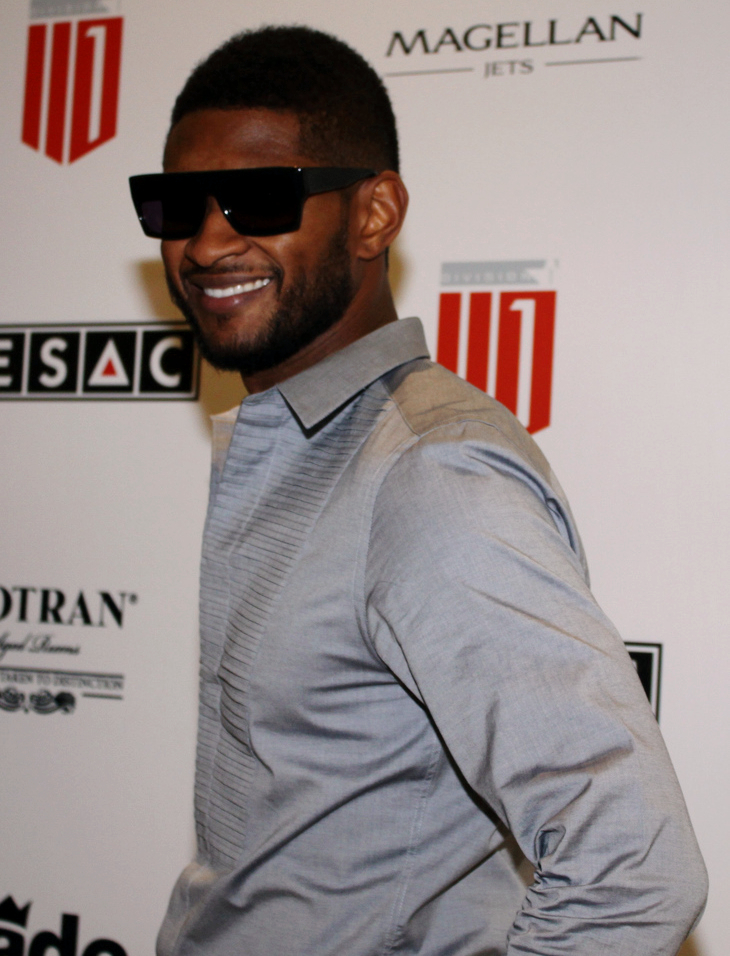
Usher ha ottenuto 4 numero uno durante il 2004, rimanendo in vetta alla Hot 100 per 28 settimane totali durante l'anno.

Di seguito è proposta la lista dei singoli al numero uno nella Billboard Hot 100 nel 2004.
La Billboard Hot 100 è una classifica dei singoli più venduti negli Stati Uniti d'America redatta dal magazine Billboard e stilata sulla base dei dati di vendita calcolati non solo sugli album venduti "fisicamente", ma anche sulle vendite digitali e sui passaggi in radio.
Durante il 2004 sono state 11 le canzoni che hanno raggiunto la prima posizione della Hot 100, alle quali si aggiunge anche Hey Ya!, del duo hip-hop OutKast, che aveva iniziato il suo dominio in prima posizione nel dicembre 2003.
Durante l'anno ci sono stati 13 artisti che hanno ottenuto la loro prima numero uno negli Stati Uniti, ovvero Sleepy Brown, Twista, Kanye West, Jamie Foxx, Lil Jon, Fantasia Barrino, Juvenile, Soulja Slim, Terror Squad, Ciara, Petey Pablo, Snoop Dogg e Pharrell. Barrino e Ciara sono state le uniche artiste che hanno ottenuto una numero uno con il loro singolo di debutto. Il cantante R&B americano Usher ha ottenuto 4 numero uno nell'arco dell'anno solare, mentre gli Outkast ne hanno ottenute due. Soulja Slim è diventato il sesto artista a ottenere una numero uno postuma, dopo la sua morte avvenuta nel novembre 2003.
Yeah!, di Usher, è stata la numero uno che ha accumulato il maggior numero di settimane in vetta durante il 2004, rimanendo in prima posizione per 12 settimane consecutive. Burn, dello stesso Usher, è la seconda numero uno più longeva dell'anno, con 8 settimane non consecutive in cima alla classifica. Altri singoli duraturi sono stati Goodies, singolo di debutto della cantante Ciara, e My Boo, duetto di Usher e Alicia Keys, rimasti rispettivamente 7 e 6 settimane in vetta alla Hot 100.
Usher è stato l'artista di maggior successo del 2004. Ha ottenuto quattro numero uno durante l'anno, ovvero Yeah!, Burn, Confessions Part II e My Boo, che gli hanno permesso di rimanere in vetta alla Hot 100 per un totale di 28 settimane, diventando il primo artista a ottenere un numero così elevato di settimane di permanenza in prima posizione in un anno solare.
Yeah! è stato anche il singolo di maggior successo del 2004, raggiungendo la prima posizione anche della classifica di fine anno Billboard Year-End Hot 100.

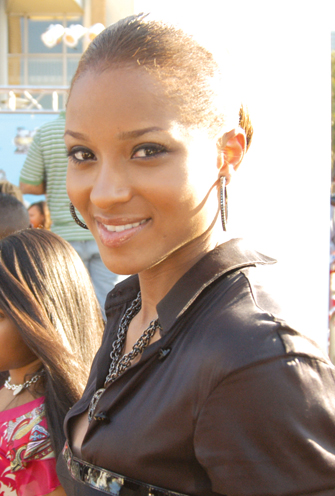
Goodies, singolo di debutto della cantante americana Ciara, è rimasto in prima posizione per 7 settimane consecutive.

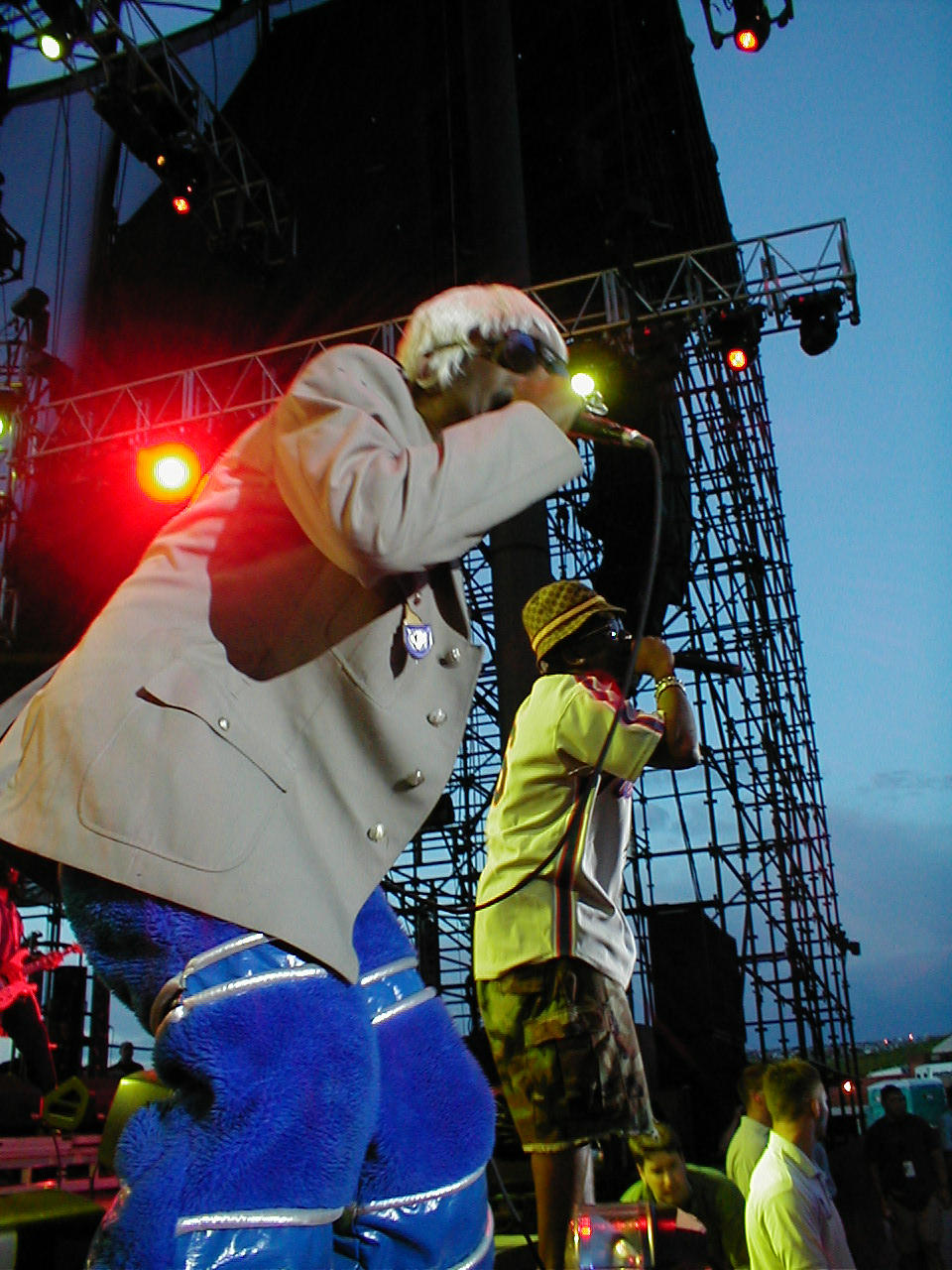
Gli OutKast si sono auto-rimpiazzati in vetta alla Hot 100, quando il loro The Way You Move ha detronizzato la loro precedente Hey Ya! alla guida della classifica.

## Hot 100
| † | Indica la canzone con le migliori prestazioni del 2004 |

| Data         | Brano                 | Artista                              | Totale settimane al numero uno | Fonte  |
| ------------ | --------------------- | ------------------------------------ | ------------------------------ | ------ |
| 3 gennaio    | Hey Ya!               | OutKast                              | 9                              | [ 9 ]  |
| 10 gennaio   | Hey Ya!               | OutKast                              | 9                              | [ 10 ] |
| 17 gennaio   | Hey Ya!               | OutKast                              | 9                              | [ 11 ] |
| 24 gennaio   | Hey Ya!               | OutKast                              | 9                              | [ 12 ] |
| 31 gennaio   | Hey Ya!               | OutKast                              | 9                              | [ 13 ] |
| 7 febbraio   | Hey Ya!               | OutKast                              | 9                              | [ 14 ] |
| 14 febbraio  | The Way You Move      | OutKast feat. Sleepy Brown           | 1                              | [ 15 ] |
| 21 febbraio  | Slow Jamz             | Twista feat. Kanye West & Jamie Foxx | 1                              | [ 16 ] |
| 28 febbraio  | Yeah!                 | Usher feat. Lil Jon & Ludacris       | 12                             | [ 17 ] |
| 6 marzo      | Yeah!                 | Usher feat. Lil Jon & Ludacris       | 12                             | [ 18 ] |
| 13 marzo     | Yeah!                 | Usher feat. Lil Jon & Ludacris       | 12                             | [ 19 ] |
| 20 marzo     | Yeah!                 | Usher feat. Lil Jon & Ludacris       | 12                             | [ 20 ] |
| 27 marzo     | Yeah!                 | Usher feat. Lil Jon & Ludacris       | 12                             | [ 21 ] |
| 3 aprile     | Yeah!                 | Usher feat. Lil Jon & Ludacris       | 12                             | [ 22 ] |
| 10 aprile    | Yeah!                 | Usher feat. Lil Jon & Ludacris       | 12                             | [ 23 ] |
| 17 aprile    | Yeah!                 | Usher feat. Lil Jon & Ludacris       | 12                             | [ 24 ] |
| 24 aprile    | Yeah!                 | Usher feat. Lil Jon & Ludacris       | 12                             | [ 25 ] |
| 1º maggio    | Yeah!                 | Usher feat. Lil Jon & Ludacris       | 12                             | [ 26 ] |
| 8 maggio     | Yeah!                 | Usher feat. Lil Jon & Ludacris       | 12                             | [ 27 ] |
| 15 maggio    | Yeah!                 | Usher feat. Lil Jon & Ludacris       | 12                             | [ 28 ] |
| 22 maggio    | Burn                  | Usher                                | 8                              | [ 29 ] |
| 29 maggio    | Burn                  | Usher                                | 8                              | [ 30 ] |
| 5 giugno     | Burn                  | Usher                                | 8                              | [ 31 ] |
| 12 giugno    | Burn                  | Usher                                | 8                              | [ 32 ] |
| 19 giugno    | Burn                  | Usher                                | 8                              | [ 33 ] |
| 26 giugno    | Burn                  | Usher                                | 8                              | [ 34 ] |
| 3 luglio     | Burn                  | Usher                                | 8                              | [ 35 ] |
| 10 luglio    | I Believe             | Fantasia Barrino                     | 1                              | [ 36 ] |
| 17 luglio    | Burn                  | Usher                                | 8                              | [ 37 ] |
| 24 luglio    | Confessions Part II   | Usher                                | 2                              | [ 38 ] |
| 31 luglio    | Confessions Part II   | Usher                                | 2                              | [ 39 ] |
| 7 agosto     | Slow Motion           | Juvenile feat. Soulja Slim           | 2                              | [ 40 ] |
| 14 agosto    | Slow Motion           | Juvenile feat. Soulja Slim           | 2                              | [ 41 ] |
| 21 agosto    | Lean Back             | Terror Squad                         | 3                              | [ 42 ] |
| 28 agosto    | Lean Back             | Terror Squad                         | 3                              | [ 43 ] |
| 4 settembre  | Lean Back             | Terror Squad                         | 3                              | [ 44 ] |
| 11 settembre | Goodies               | Ciara feat. Petey Pablo              | 7                              | [ 45 ] |
| 18 settembre | Goodies               | Ciara feat. Petey Pablo              | 7                              | [ 46 ] |
| 25 settembre | Goodies               | Ciara feat. Petey Pablo              | 7                              | [ 47 ] |
| 2 ottobre    | Goodies               | Ciara feat. Petey Pablo              | 7                              | [ 48 ] |
| 9 ottobre    | Goodies               | Ciara feat. Petey Pablo              | 7                              | [ 49 ] |
| 16 ottobre   | Goodies               | Ciara feat. Petey Pablo              | 7                              | [ 50 ] |
| 23 ottobre   | Goodies               | Ciara feat. Petey Pablo              | 7                              | [ 51 ] |
| 30 ottobre   | My Boo                | Usher feat. Alicia Keys              | 6                              | [ 52 ] |
| 6 novembre   | My Boo                | Usher feat. Alicia Keys              | 6                              | [ 53 ] |
| 13 novembre  | My Boo                | Usher feat. Alicia Keys              | 6                              | [ 54 ] |
| 20 novembre  | My Boo                | Usher feat. Alicia Keys              | 6                              | [ 55 ] |
| 27 novembre  | My Boo                | Usher feat. Alicia Keys              | 6                              | [ 56 ] |
| 4 dicembre   | My Boo                | Usher feat. Alicia Keys              | 6                              | [ 57 ] |
| 11 dicembre  | Drop It like It's Hot | Snoop Dogg feat. Pharrell            | 3                              | [ 58 ] |
| 18 dicembre  | Drop It like It's Hot | Snoop Dogg feat. Pharrell            | 3                              | [ 59 ] |
| 25 dicembre  | Drop It like It's Hot | Snoop Dogg feat. Pharrell            | 3                              | [ 60 ] |

Note:
1. ↑  Ha raggiunto il numero uno anche nel 2003

## Riferimenti
- Billboard
- Billboard Hot 100